# Melanie Stokke
Melanie Stokke (Nordstrand, 1º ottobre 1996) è una tennista norvegese inattiva dal 2022.

## Biografia
Vincitrice di quattro titoli nel singolare e tre titoli nel doppio nel circuito ITF, il 30 aprile 2018 ha raggiunto il suo best ranking nel singolare WTA piazzandosi al 261º posto. Il 30 ottobre 2017 ha raggiunto il miglior piazzamento mondiale nel doppio alla posizione n°348.
Giocando per la Norvegia in Fed Cup, Melanie ha un record di vittorie-sconfitte di 22-6.